# 奥山景布子
奥山 景布子（おくやま きょうこ、1966年11月7日 - ）は、日本の小説家。愛知県津島市生まれ。

## 経歴
本名・中島美樹。旧名・平野美樹。愛知県立千種高等学校、名古屋大学文学部卒業。名古屋大学大学院文学研究科博士課程修了。99年「『蜻蛉日記』論 内在する <物語>」で名古屋大学文学博士。
主な研究対象は『蜻蛉日記』『和泉式部日記』『源氏物語』『とはずがたり』『四条宮下野集』など。
高校教諭、大学専任講師を経て、主婦業のかたわら創作を始める。
主に歴史小説・時代小説を執筆し、2007年に「平家蟹異聞」で第87回オール讀物新人賞を受賞。
2009年に同作を収録した短編集『源平六花撰』で小説家デビュー。
古典芸能に造詣が深く、能楽や落語などを題材とした作品もある。学生落語の大会「てんしき杯」では審査員を務めていた。

## 受賞・候補
- 2007年『平家蟹異聞』で第87回オール讀物新人賞受賞
- 2008年『びいどろの火』で第15回松本清張賞候補[11]
- 2014年『太閤の能楽師』で第4回本屋が選ぶ時代小説大賞候補
- 2015年『太閤の能楽師』で第4回歴史時代作家クラブ賞（作品賞）候補
- 2016年『たらふくつるてん』で第22回中山義秀文学賞候補
- 2018年『葵の残葉』で第37回新田次郎文学賞受賞
- 2018年『葵の残葉』で第8回本屋が選ぶ時代小説大賞受賞[12]
- 2021年『浄土双六』で第10回日本歴史時代作家協会賞（作品賞）候補

## 作品リスト
- 『源平六花撰』（2009年1月 文藝春秋）- オール讀物新人賞受賞作「平家蟹異聞」収録の短編集
- 『恋衣 とはずがたり』（2009年3月 中央公論新社 / 2017年3月 中公文庫）
- 『時平の桜、菅公の梅』（2011年2月 中央公論新社 / 2014年3月 中公文庫）
- 『びいどろの火』（2011年5月 文藝春秋）
- 『キサキの大仏』（2012年11月 中央公論新社）- 聖武天皇、光明皇后
- 『太閤の能楽師』（2014年6月 中央公論新社 / 2018年4月 改題「秀吉の能楽師」中公文庫）- 暮松新九郎
- 『音わざ吹き寄せ 稽古長屋』（2014年11月 文藝春秋 / 2020年6月 文春文庫）
- 『江戸落語事始 たらふくつるてん』（2015年9月 中央公論新社 / 2021年1月 中公文庫）
- 『葵の残葉』（2017年12月 文藝春秋 / 2019年12月 文春文庫）- 高須四兄弟（徳川慶勝、松平容保、松平定敬、徳川茂栄）
- 『寄席品川清洲亭』（2017年12月 集英社文庫）
  - 『すててこ 寄席品川清洲亭二』（2018年8月 集英社文庫）
  - 『づぼらん 寄席品川清洲亭三』（2019年7月 集英社文庫）
  - 『かっぽれ 寄席品川清洲亭四（2020年7月 集英社文庫）
- 『圓朝』（2019年2月 中央公論新社 / 2021年12月 中公文庫）
- 『小説 真景累ヶ淵（2020年10月 二見書房）- 古今亭菊之丞監修
- 『浄土双六』（2020年11月 文藝春秋 / 2024年1月 文藝春秋）- 足利義政の乳母
- 『流転の中将』（2021年6月 PHP研究所 / 2024年7月 PHP文芸文庫）-松平定敬
- 『義時 運命の輪』（2021年11月 集英社文庫）
- 『やわ肌くらべ』（2022年7月 中央公論新社）- 与謝野鉄幹
- 『葵のしずく』（2022年10月 文藝春秋）-『葵の残葉』の続編
- 『元の黙阿弥』（2023年1月 エイチアンドアイ）
- 『フェミニスト紫式部の生活と意見　現代用語で読み解く「源氏物語」』（2023年9月 集英社）
- 『ワケあり式部とおつかれ道長』（2023年11月 中央公論新社）

### 児童向け作品
- 集英社みらい文庫
  - 『日本の神さまたちの物語 はじめての「古事記」』（2012年12月）
  - 『清少納言と紫式部 千年前から人気作家!』（2014年1月）
  - 『戦国ヒーローズ!! 天下をめざした8人の武将 信玄・謙信から幸村・政宗まで』（2014年8月）
  - 『幕末ヒーローズ!! 坂本龍馬・西郷隆盛……日本の夜明けをささえた8人!』（2015年7月）
  - 『真田幸村と十勇士』（2015年11月）
  - 『伝記シリーズ 大江戸ヒーローズ! ! 宮本武蔵・大石内蔵助・・信じる道を走りぬいた7人!』(2016年3月)
  - 『真田幸村と十勇士 ひみつの大冒険編』 (2016年6月)
  - 『三国志ヒーローズ! !』(2016年12月）
  - 『西郷隆盛 信念をつらぬいた維新のヒーロー』（2017年11月）
  - 『明智光秀　なぜ、本能寺へむかったのか』（2019年11月）
  - 『南総里見八犬伝　かけぬけろ！宿命の八犬士』（2020年4月）

#### アンソロジー
- 代表作時代小説 平成26年度（2014年6月 光文社）「はで彦」
- １週間後にオレをふってください(タイムストーリー) (2016年２月 偕成社)「さびしい月読」
- 時代小説ザ・ベスト2017（2017年6月 集英社文庫）「鈴の恋文」